# Teška industrija
Teška industrija je bosanska rock skupina, ki jo je leta 1974 v Sarajevu ustanovil klaviaturist Gabor Lenđel. Njihov prepoznavni slog je mešanica hard rocka in progresivnega rocka s primesmi ljudske glasbe in »simfoničnih« aranžmajev. Skupina je večkrat menjala člane in razpadla leta 1978, a so jo po nekaj neuspešnih poskusih znova obudili leta 2007.

## Zgodovina
V prvi zasedbi so bili poleg Lenđela še basist Ivica Propadalo, Vedad Hadžiabdić na kitari, bobnar Senad Begović in pevec Fadil Toskić, večino zgodnjih besedil pa je napisal pesnik Duško Trifunović. Po skromnih začetkih se jim je pridružil pevec Seid Memić Vajta in septembra 1975 še basist Sanin Karić, s katerima so izdali prva singla, »Karavan« in priredbo bosanske narodne pesmi »Kolika je Jahorina planina«. Naslednje leto je izšel njihov debitantski album Ho ruk. Pozornost širše javnosti so pritegnili na splitskem festivalu tega leta z lahkotnejšo skladbo »Maskenbal«, nato pa sta Seid Memić Vajta in Sanin Karić zapustila skupino (slednji s prestopom v Bijelo dugme).
Do konca leta 1976 je z novo zasedbo (vokalist Goran Kovačević, basist Aleksandar Kostić, bobnar Munib Zoranić, drugi klaviaturist Darko Arkus) skupina izdala drugi album, Teška industrija. Najbolj znana skladba z njega je »Ala imam ružnu curu«, ki je povzročila škandal, ko se je izkazalo, da so glasbo zanjo brez navedka vzeli od madžarske skupine Skorpion. Konec leta 1977 je moral Lenđel v vojsko, zato je zapustil skupino. Preostali člani so naslednje leto izdali album Zasviraj i za pojas zadjeni, ki pa ni bil uspešen in Teška industrija je razpadla.
Leta 1984 je ustanovni član Hadžiabdić z bobnarjem Zoranićem in novimi glasbeniki (pevec Narcis Lalić, basist Sead Trnka in klaviaturist Zoran Krga) neuspešno poskušal obuditi skupino z albumom Ponovo sa vama, ki prav tako ni pritegnil pozornosti. Hadžiabdić je znova poskusil desetletje kasneje z novo zasedbo in pod imenom Teška industrija izdal album Ruže u asfaltu (1996) z bolj pop zvokom, spet neuspešno. Leta 2007 sta naposled skupino obudila Lenđel in Propadalo z bobnarjem Robertom Domitrovićem in klaviaturistko Zrinko Majstorović, s katerima sta izdala album Kantina, temu pa sta sledila še Nazovi album pravim imenom (2010) in Bili smo raja (2011). Slednji je bil eden najbolje prodajanih pop-rock albumov leta na Hrvaškem. Po tistem so koncertirali predvsem po Hrvaški. 40. obletnico ustanovitve so obeležili z antologijskim albumom XL nakon! (2013).

## Diskografija
- Ho ruk (Jugoton, 1976)
- Teška industrija (Jugoton, 1976)
- Zasviraj i za pojas zadjeni (Jugoton, 1978)
- Teška industrija i S.M. Vajta (Jugoton, 1981); kompilacija
- Ponovo sa vama (Sarajevo disk, 1984)
- Ruže u asfaltu (Art of Voice - Megaton, 1996)
- Karavan - Izvorne snimke 1975/1976 (2002); kompilacija
- Kantina (Croatia Records, 2007)
- Nazovi album pravim imenom (Hit Records, 2010)
- Bili smo raja (Croatia Records, 2011)
- XL nakon! (Croatia Records, 2013); kompilacija
- Selfie (Croatia Records, 2016)